# Killer Queen (nước hoa)
Killer Queen là một loại nước hoa được tạo ra bởi ca sĩ người Mỹ Katy Perry và Coty, Inc. Hương thơm được phát hành vào năm 2013, và sau hai mùi hương đầu tiên của cô là Purr và Meow!. Nước hoa đi kèm trong một hộp có màu đỏ chạm vàng, và chai có hình dạng như một viên hồng ngọc. Tên gọi "Killer Queen" được rút ra từ bài hát cùng tên của Queen. Trong những năm sau khi phát hành mùi hương, một số biến thể đã được phát hành với phụ đề.

## Ý tưởng và bối cảnh
Theo báo cáo vào tháng 12 năm 2012, Perry đã hợp tác hãng sản xuất sản phẩm làm đẹp, Coty, để sản xuất một dòng nước hoa. Killer Queen được đặt theo tên bài hát cùng tên của Queen và chính Katy Perry đã tiết lộ rằng cô đã lấy cảm hứng từ Freddie Mercury. Perry nói với Women Wear Daily rằng "Killer Queen đã có trong vốn từ vựng của tôi từ khi tôi 15 tuổi, vì bài hát "Killer Queen" của Queen. Freddie Mercury đã vẽ lời bài hát của người phụ nữ mà tôi muốn trở thành. Cô ấy có vẻ rất mạnh mẽ, và cô ấy quyến rũ một căn phòng khi cô ấy bước vào. Tôi đặt tên cho sản phẩm là Killer Queen theo những lời bài hát đó. Tôi cảm thấy, sau tất cả thời gian này, thật phù hợp để sử dụng tên đó kết hợp với những gì tôi đã làm. Cuối cùng, tôi cảm thấy như mình đang biến thành hình ảnh người phụ nữ mà Freddie đã vẽ." Killer Queen được mô tả là có một hương thơm vui tươi, tinh tế, mạnh mẽ, sắc sảo và thơm ngon, phản ánh tinh thần nổi loạn của ca sĩ. Hương thơm, được phát hành vào năm 2013 là một sự khởi đầu từ khái niệm về hai loại nước hoa đầu tiên của cô là Purr và Meow!, đó là chủ đề mèo.     

### Mùi hương và bao bì
Killer Queen được tạo ra bởi Laurent Le Guernec của International Flavours &amp; Fragrances. Hương thơm của nó bao gồm các loại quả mọng hoang dã, mận đen và cam bergamot. Điểm đặc biệt nhất của nước hoa là hương hoa màu đỏ mượt (celosia), nhưng cũng có hoa nhài và mận. Cơ sở chứa cashmere, hoắc hương và praline lỏng. Nước hoa được đựng trong một chai hình viên ngọc màu đỏ và vàng, được lấy cảm hứng từ vương trượng của nữ hoàng. Perry nói với Elle rằng nước hoa này nhắm đến "bất kỳ người phụ nữ nào có những hạt giống quyền lực nhỏ nhất bên trong cô ấy muốn mang nó ra ngoài." Mặc dù được bán trên thị trường như một loại nước hoa dành cho phụ nữ, Perry cho biết nó phù hợp với "một người táo bạo và khác biệt - một người đàn ông hoặc một người phụ nữ" và mô tả mùi hương này có "cảm giác của androgyny".

## Phát hành và quảng bá
Killer Queen được phát hành vào ngày 24 tháng 8 tại Mỹ. Nó có sẵn như là một Eau de Parfum 15, 30, 50 và 100ml, sữa tắm cũng có sẵn. Trong bức ảnh quảng cáo chính thức của Killer Queen, Perry tạo dáng trên một ngai vàng bị lật ngược bằng vương miện, mặc một chiếc váy nhung, giày có dây buộc và quần chéo.

### Thương mại
Đoạn phim quảng cáo dài 30 giây được quay vào tháng 1 năm 2013 và được đạo diễn bởi Jonas Akerlund. Đoạn phim có Perry xuất hiện dưới hình ảnh một nữ hoàng được những người hầu của mình mặc quần áo. Cuối cùng, cô cảm thấy khó chịu, đánh bật chúng đi, xé tóc giả và mặc quần áo và buông mái tóc đen mượt. Perry sau đó đi ra khỏi phòng thay đồ và đi vào hành lang, khiến cho nhà quý tộc đang sống bị sốc, hướng về một ngai vàng, đá nó lên và ngồi trên nó, trước khi thốt ra câu khẩu hiệu 'Sở hữu ngai vàng (Own The Throne)'. Quảng cáo được nhiều phóng viên ghi nhận là giống với Mrs. của Beyoncé, clip quảng cáo Carter Show, cũng được đạo diễn bởi Åkerlund.

## Phiên bản khác

### Oh So Sheer
Phiên bản giới hạn mùa xuân / hè của Killer Queen, mang tên Killer Queen: Oh So Sheer, được phát hành bởi Coty vào tháng 3 năm 2014 tại Hoa Kỳ. Nó được tạo ra bởi Laurent Le Guernec, người cũng đã tạo ra phiên bản tiêu chuẩn của nước hoa. Oh So Sheer mở đầu với các loại quả mọng hoang dã (bao gồm dâu tằm, cơm cháy và dâu đen) và mận đen. Thức đặc biệt nhất của nó bao gồm hoa nhung đỏ, hoa cà, lan Nam Phi và chi đại, trong khi các mùi hương cơ bản của nó là cashmeran, praline lỏng và hoắc hương. Chai của phiên bản Killer Queen này duy trì hình dạng đá quý của phiên bản gốc, nhưng có tông màu oải hương thay vì màu đỏ. Nó có sẵn như 30, 50 và 100ml Eau de Parfum.

### Royal Revolution
Phiên bản thứ ba của Killer Queen, mang tên Killer Queen's Royal Revolution đã được phát hành tại Hoa Kỳ vào tháng 5 năm 2014. Nước hoa được "lấy cảm hứng từ vẻ đẹp của kim cương xanh" và được mô tả là "hương hoa không thể cưỡng lại mà đẹp như đậm, như hoàng gia như nó nổi loạn." Hương đầu của nó là hương thơm của lựu đỏ và lan Nam Phi màu hồng, trong khi trái tim của nó là hoa nhài, hoa cam và gỗ đàn hương. Hương cuối của nó là "màu đen huyền bí khác thường" với các nốt hương bổ sung của hoa lan vani, da và xạ hương da. Tương tự như các phiên bản trước của Killer Queen, chai của nó có hình dạng đá quý, nhưng có tông màu xanh và nắp bạc. Nó có sẵn như là một Eau de Parfum 50 và 100 ml với bộ sưu tập chăm sóc cơ thể đi kèm. Một quảng cáo cho nước hoa đã được phát hành vào tháng 7 năm 2014, với một phim hoạt hình Perry lật đổ một vị vua thời trung cổ và giải phóng những người phụ nữ của thị trấn thoát khỏi giam cầm.

### Spring Reign
Phiên bản thứ tư của Killer Queen nguyên bản có tên là Killer Queen: Spring Reign, được phát hành vào mùa xuân năm 2015. Chai lần này là một bóng hồng nhạt với một nút vàng. Hương của nước hoa là của lan Nam Phi, tím, hồng, benzoin, dòng đen, cây sơn và gỗ tuyết tùng.

## Giải thưởng
| Năm  | Giải thưởng               | thể loại                | Kết quả     |
| ---- | ------------------------- | ----------------------- | ----------- |
| 2014 | Canadian Fragrance Awards | Lựa chọn của khách hàng | Chiến thắng |